# 孟买足球俱乐部
孟買足球俱樂部 （英語：Mumbai Football Club）是一家設於印度馬哈拉施特拉邦孟買足球俱樂部，球隊目前於印度頂級聯賽印度足球甲級聯賽參賽。 
俱樂部於2007年建立，並參加2008年賽季，之後升至印甲2008-09年賽季，球隊在印甲第一季的成績以第7名收場。
在馬哈拉施特拉邦與孟買足球俱樂部同在印度足球甲級聯賽的還有二支隊伍，其一是同在孟買的印度空軍足球俱樂部，另一支則是在浦那的浦那足球俱樂部，孟買與浦那互為對抗關係，並不時舉辦名為馬哈德比足球對抗賽。
在孟買還有一支球隊名為孟買城足球會（Mumbai City Football Club），該球隊目前參加印度超級聯賽，兩球隊名稱相近，但是不是同一支的球隊。

## 歷史

### 創立
孟買足球俱樂部於2007年6月27日在孟買成立，球隊的建立提供年輕有抱負的足球選手新的發展舞台，並期望在夏衣個目標中，能在孟買建立一支強大的足球一軍，發展一個良好的青少年足球體系，提升孟買的足球文化，以及發展孟買足球基礎設施。球隊一開始與英國籍戴夫·布斯簽約，請他帶領球隊總教練一職。，接著簽下印度國腳阿比谢克·亚迪夫、哈立德·賈米勒、诺尔·威尔逊、卡利揚·裘貝伊，以及年輕新秀丹尼·佩雷拉與达伦·卡尔代拉， 並且簽下迦納籍的菲利克斯·阿波厄爾易與詹姆士·迪希拉馬。
孟買足球俱樂部於2007年首先加入地區級孟買足球聯盟菁英組，然而球隊在對上RCF體育俱樂部時（RCF Sports Club），以1-2輸掉比賽，孟買的一球是由佩雷拉踢進的。球隊在隨後在對孟加拉孟买足球俱乐部時，以7-0大獲全勝，其中亚迪夫一人就踢進4球，這場比賽也是球隊在聯盟賽季中的第一場獲勝比賽。賽季結束後，球隊積分排名位居第二，僅次於马辛德拉联足球俱乐部

### 印乙聯賽
孟買足球俱樂部在2008年升至國家級印度足球乙級聯賽2008年賽季，球隊與伊斯蘭教徒、印度銀行、阿米蒂、印度石油、新德里英雄同為B組。孟買之後在在5場比賽中贏得四場比賽，雖輸給伊斯蘭教徒1場，但在小組內仍位居第一。接著在第二輪賽事中，孟買仍位居小組第一名，並在當中擊敗伊斯蘭教徒。球隊接著開始與浦那舉行馬哈德比足球對抗賽，孟買在這場比賽中獲勝。然而，在接下來瓦斯科的積分追上孟買，但球隊在擊敗後帕亚联，還是順利晉升至印度足球甲級聯賽

### 2008至2014年
孟買足球俱樂部之後在2008年升至印度足球甲級聯賽，並參加2008–09年賽季。2008年9月27日，孟買在賽季第一場比賽就面對印度最有名的球隊莫亨巴根，雖然孟買屬於客隊，但最後仍以2-1擊敗莫亨巴根，其中阿贝尔·哈蒙德踢進球隊在印甲聯賽第一分進球紀錄。在第二輪，孟買面對加爾各答區另一支球隊東孟加拉，球隊在抵賽中靠著阿波厄爾易踢進一球，以1-0擊敗東孟加拉。接著在2008年10月11日，孟買開始第一場在主場库帕拉格体育场的賽事，就以1-0擊敗马辛德拉联。 上半季結束後，孟買位於排行第六名，但在之後球隊成績沒有起色，在2008–09年賽季結束時，球隊以第7名收場，這是球隊至今在聯賽中最好的成績。

### 2014至2015年
2014年，孟買足球俱樂部簽下乔西马尔、奇卡·瓦利、松枝泰介等外籍球員，搭配丹尼·佩雷拉、阿素托史·梅塔、雅耶斯·拉内、约翰·科蒂尼奥、拉胡爾·畢克、柯林·阿布蘭謝斯、阿比谢克·亚迪夫、罗希特·米萨、克莱图斯·保罗、艾伦·迪亚斯、帕雷什·席瓦克等本土球員組成堅強陣容。球隊隊長為克里马克斯·劳伦斯，副隊長為尼丁·拉爾。
球隊在2014年參加孟買區足球協會菁英組聯賽，並取得9戰全勝的成績。但是在2014–15年印度聯合會盃上表現平平，在小組賽只取得1勝1和2負的成績，在排名位居倒數而淘汰。然而輸球的陰影還未結束，在2014–15年印度足球甲級聯賽上連輸三場比賽，分別以1-3對莫亨巴根，0-1對西隆拉庄，以及在馬哈德比以2-3遭浦那擊敗。不過，當球隊回到主場比賽後情況漸漸好轉，首次主場比賽以0-0對果阿競技，以3-0對薩爾高卡，以2-1對瓦希格都皇家，以2-0對巴拉特，以1-1對班加羅爾。
孟買足球俱樂部下一次與浦那舉行馬哈德比的時間在2015年3月22日，比賽地點將在孟買主場舉行，比賽結果以1-1打平。

## 隊徽
孟買足球俱樂部的隊徽以藍色盾形為主，其中除了黃色標誌標出球隊名及一名正在踢球的足球員外，足球員後方背景以孟買印度門為主。

## 球衣
孟買足球俱樂部主場穿著顏色參考自隊徽，使用藍色與黃色兩種色系。球隊在主場以黃色運動衫、藍色短褲及襪子搭配，在客場時則以白色運動衫、黑色短褲、橘色襪子搭配。

## 主場
孟買足球俱樂部在2008年晉升至印度足球甲級聯賽後，球隊就一直以库帕拉格体育场為主場在2010-11年印度足球甲級聯賽的一部分時間，因库帕拉格体育场整修，球隊主場則換到在戈爾哈布爾的拉賈希·沙湖體育場。在2011–12年印度足球甲級聯賽到2013-14年印度足球甲級聯賽期間，球隊換到位於浦那的巴勒瓦迪体育中心，該球場在當時同時是印度空軍足球俱樂部主場。在2014-15年印度足球甲級聯賽賽季後，因库帕拉格体育场整修完工，球隊才回到库帕拉格体育场為主場。

## 球隊榮譽
- 印度足球乙級聯賽（英语：I-League 2nd Division）

冠軍：2008年
- 孟買區足球協會（英语：Mumbai District Football Association）菁英組聯賽

冠軍：2010–11年

## 外部連結
- Mumbai F.C. website.
- Mumbai FC Facebook page （页面存档备份，存于）
- Mumbai FC Twitter （页面存档备份，存于）
- Mumbai F.C. （页面存档备份，存于） on goal.com.